# Myrmarachne furcata
Myrmarachne furcata är en spindelart som först beskrevs av Karsch 1880.  Myrmarachne furcata ingår i släktet Myrmarachne och familjen hoppspindlar. Inga underarter finns listade i Catalogue of Life.